# Кошилово
Коши́лово (бел. Кашылава) — деревня в Брестском районе Брестской области Белоруссии. Входит в состав Лыщицкого сельсовета.

## География
Находится в 3 км к юго-востоку от агрогородка Остромечево, в 9 км по автодорогам к востоку от центра сельсовета, деревни Новые Лыщицы, и в 22 км к северу от центра Бреста. Имеются кладбище, магазин, памятник землякам-участникам войны.

## История
В 1,5 км к западу от деревни обнаружен курганный могильник, что свидетельствует о заселении этих мест с глубокой древности.
В XIX веке — деревня, центр имения в Брестском уезде Гродненской губернии. В 1870 году имение со 180 ревизскими душами принадлежало господину Карчевскому. По переписи 1897 года — 48 дворов, хлебозапасный магазин. В 1905 году — в Лыщицкой волости Брестского уезда.
После Рижского мирного договора 1921 года — в составе гмины Лыщицы Брестского повята Полесского воеводства Польши, 32 двора. Неподалёку от деревни находился фольварк (2 двора, 64 жителя), работала мельница.
С 1939 года — в составе БССР, в 1940 году — 42 двора. В 1949 году 41 хозяйство вошло в колхоз «Красная Звезда».

## Население
На 1 января 2018 года насчитывалось 122 жителя в 55 домохозяйствах, из них 25 младше трудоспособного возраста, 70 — в трудоспособном возрасте и 27 — старше трудоспособного возраста.